# Клесар
Клесар (или и каменорезац) је занатлија који се бави обрађивањем камена.
Клесар изводи каменорезачке и друге радове од камена који су у већини случајева од привредног значаја. Мора да савлада обрађивање камене форме у већини случајева правилних као и алате који се употребљавају у клесарству.
Део клесара занатлије је савлађивање клесарских радова као што су извођење и ображавање камених просторних форми сложенијих камених елемената грађевинских и архитектонских конструкција, као што су различити делови и конструкције сводова, лукова купола и слично.

## Клесарски занат
Клесарски занат подразумева клесање и резање камена од кога се израђују различити елементи који се користе у градњи. Клесари израђују камене плоче, камене блокове различитих облика и величина, орнаменте за фасаде зграда, степенице, лукове, подупираче, рукохвате. Такође, клесари се баве израдом фигура и кипова, надгробних споменика и гравирањем ликова на каменим блоковима за израду споменика.
Овај занат подразумева доста стајања, често у погнутом положају, повремено клечећи, чучећи, седећи, подижу се и преносе тешки предмети, па је неопходна добра физичка издржљивост. Такође, да би се овај посао обављао успешно, потребна је и одређена врста талента, јер често овај занат може да прерасте и у уметничко обликовање.

## Историја клесарског заната
Обликовање камена као вид човековог занимања јавило се још у праисторији. Током историје, клесањем камена изграђени су многи градови, развијали су се архитектура, грађевинарство и вајарство. Од праисторије и антике, преко средњег века и ренесансе, па све до модерног доба камен је био један од медија и покретача духовног и мисаоног развитка човека и цивилизације.

### Историја клесарског заната на просторима бивше Југославије
Обрада камена, пластични облици и украси, на просторима бивше Југославије били су развијени у јадранској зони и кршевитим пределима динарских планина, у којима је камена архитектура била готово једини облик градње. У другим зонама обрада камена је сразмерно мање заступљена, нешто чешће се јавља у појединим регионима Србије, Македоније и Словеније.
Истакнути вид народног уметничког изражавања у камену је пластика на надгробним споменицима је. Има је више него на објектима народног градитељства, где се углавном налази као детаљ. Надгробни споменици представљају предмете посебне пажње живих према мртвима у свим крајевима земље.
У Херцеговини, Босни, Црној Гори, Далмацији и западној Србији, значи већем делу динарске зоне, налазе се бројна гробља са Стећцима. Стећци су настајали у периоду од 13. до 16. века и они у овим крајевима представљају највећу сачувану, познату и проучену заоставштину народне и феудалне уметности развијеног и позног средњег века. Стећке су израђивали мајстори — "ковачи" и на њима урезивали и клесали примитивне и једноставне облике. Мотиви су тордирана трака, цик-цак линије, спирале, полумесец, звезде, али и оружје и пољопривредне алатке. На њима су приказане и људске фигуре са уздигнутим рукама, призори из живота, жене и мушкарци, који играју у колу, сцене лова и слично.

### Историја клесарског заната у Србији
Не рачунајући искуства других епоха и народа који су живели на овим просторима од праисторије до средњег века, традиција клесарског заната у Србији се развијала веома споро и тек је у скорије време попримила значајнији обим.
У средњем веку на простору данашње Србије је доминирала византијска култура, која је у архитектури обилно користила камен. За време династије Немањића доминира црквено градитељство, познато као „Рашка школа“. У том периоду најчешће коришћен материјал био је бигар, а тада су саграђени манастири Студеница, Високи Дечани, Сопоћани, Грачаница и други. У том периоду скоро да није било рељефних украса. Током друге половине 14. и прве половине 15. века развила се нова архитектура, позната као „Моравска школа„ или Моравски стил. Из овог периода најпознатије грађевине су Црква Лазарица, Каленић и Манастир Љубостиња. Овај стил се одликује каменим фасадама са рељефним украсима на порталима, прозорима и луковима али израда тих рељефа тада је поверавана страним мајсторима који су долазили из Грчке и Далмације.
Падом Србије под османлијску власт заустављен је развој клесарског заната и до 19. века само је местимично одржан и негован. Нестали су домаћи феудалци, а са њима замире и њихова уметност. Феудалне одлике нестају или се утапају у народно стваралаштво, које постаје преовлађујуће уметничко изражавање на већем делу Балканског полуострва. То стваралаштво садржи у себи духовно наслеђе претходних генерација, а истовремено добија и нова обележја, преузимањем једног дела уметности феудалне класе, примерене својим потребама и схватањима, али и уношењем елемената нових источњачких утицаја, које доносе Турци. Међутим, клесари поникли међу брђанима, обдарени и надахнути традицијом и ослобођени средњовековних стега, постају прави ствараоци једне изузетне народне клесарске уметности.
Поновним успостављањем српске државе у 19. веку и обновом српске духовности долази и до обнове ове занатске дисциплине. Временом, око свих значајнијих каменолома из којих се вадио камен долази и до стварања малих клесарских радионица. Све до половине 20. века ова дисциплина је била у развоју али са појавом машина и могућности које су оне донеле, долази и до гашења оваквих радионица, тако да данас имамо само мали број сачуваних места овакве намене.
- Детаљ са манастира Високи Дечани
- Детаљи на прозорима манастира Сопоћани
- Детаљ фасаде цркве Лазарице
- Украси на прозорима манастира Каленић
- Украси на прозорима манастира Љубостиња

### Клесарски занат у народној уметности у Србији
У југозападној и западној Србији на сеоским гробљима постоји мноштво споменика са уклесаним представама покојника и другим мотивима. За најстарије се сматрају "белези", "мрамори", "камени" — споменици у околини Рашке, манастира Студенице и Новог Пазара, исклесани у 16. и 17. веку. Резани су од студеничког белог мермера или тврдог кречњака. Горњи део споменика је са исклесаном главом или само основним контурама људског лика, који представља покојника. Током 18. и на почетку 19. века каменорезачка вештина постепено опада. Вајање људских глава замењују споменици са врло плитким уклесаним рељефом људског лика, нешто ређе целе фигуре са умањеним телом. Половином 19. века ликови и фигуре се урезују, као цртеж, често потпуно геометризовано, као орнамент. Неке фигуре, које су представљене и у народној ношњи, клешу се вероватно под утицајем народне каменорезачке школе, која се развила у суседству, у побрђу долине Западне Мораве. Поред натписа, који су већином из 19. и 20. века, урезивани су и биљни орнаменти, као што су лоза, стилизовани цветови и плодови, представе голубова, кукавица у пару, које су окренуте једна према другој итд.
Процват ликовног обликовања надгробних споменика од пешчара у долини Западне Мораве отпочиње у 19. веку, времену ослобађања од вишевековног турског ропства и обнављања српске државе. Крстови и "белези" од студеничког мермера у облику усправне плоче уступају пред новом врстом споменика у облику четвоространог стуба. Ови споменици од пешчара израђивани су у околини Ариља и другим мајданима. Распрострањени су у долини Западне Мораве и у Шумадији. Мајстори клесари и сељаци поручиоци припадају истој класи. Они воле људску фигуру у пуном достојанству макар и неисклесану довољно спретно. Рељефи на споменицима, као и цели споменици, били су бојени, а боја, спирана атмосферским падавинама, у одређеним приликама била је обнављана.
Изворе клесања надгробних споменика тешко је без двоумљења пратити и утврђивати континуитет развоја пластике на њима. Клесарско наслеђе класичне уметности и Византије имало је, без сумње, утицаја на развој резања камена и за надгробна обележја, али, на најстаријим споменицима запажају се рефлекси још старијег ликовног схватања, које је можда словенско наслеђе, јер ликови имају слична обележја као и фигуре словенских божанстава. Са овима се преплићу и утицаји романике, уношени преко мајстора градитеља цркава и клесара камене пластике. У близини манастира Студеница налазе се мајдани белог мермера од којег су исклесани многобројни споменици за сеоска гробља у југозападној Србији.

### Клесарски занат у Србији данас
Од краја 20. века у српским средњим школама поново почиње да се изучава клесарски занат. У оквиру овог образовног профила сакупљају се постојеће, обнављају „заборављене“ и развијају савремене технике и вештине овог заната. Успостављање овог образовног профила представља значајан корак за историју српског уметничко-занатског искуства као и за српску уметност уопште.
Клесарски, односно каменорезачки занат, као вештина обраде и обликовања пешчарног камена, чини део наслеђа становника места Бела Вода и крушевачког краја у централној Србији. као такав уврштен је у Национални регистар Нематеријалног културног наслеђа Србије.

## Технике клесања
У свом раду клесар најчешће користи технику ломљења, резања, клесања, брушења, полирања. Рад најчешће почиње већ у каменолому, где он учествује у вађењу и основној обради камена, а даљи рад се одвија у радионици или погону.
Занатлије које се баве обрадом камена клесањем израђују тесанике од којих зидају у камену, зидове (велика је уметност складно и правилно повезати тесанике у зиду да би лепо изгледао и усагласити различите величине камених елемената у њему), или друге врсте конструкција од камена или облоге од ових материјала — поред тога они изводе и каменорезачке радове плоче и камен који се прави на вештачке начине (треба имати много искуства и смисла за одређивање и усаглашавање разних жица које на пример налазимо у мермеру да би се овај имитирао као вештачки створени камен од стране ових занатлија који се баве обрадом камена) па се зову и каменоресци или терацери који се баве израдом различитих подних површина од уметног камена као што је обичан или венецијански терацо, камена који имитира разне врсте скупог природног камена или и керамичких подова и зидних облога од ових материјала, рељефа, слика у камену или чак и скулптура било од природних или уметних материјала које сами израђују тесањем, резањем или ливењем одливака у вештачки камен или декоративне елементе од гипса или у другим материјалима који понекад могу бити веома компликовани занатски елементи са високим стручним захтевима.

## Вајарско клесарство
Специјалном врстом занатства и уметности је вајарско клесарство. Овакви клесари су некада изводили и вајарске радове а нарочито у 19. веку су били извођачи вајарских дела чији су аутори били вајари, образовани на академијама, данас су овакве занатлије помоћници вајара и вајари сами изводе нарочито завршне радове у вајарским делима - скулптурама.
Клесари из Србије, када се ради о примени и обради камена, познати су по својим делима у црквеној (средњовековној и савременој), али и модерној световној архитектури.